# Adriana Peñafiel
Adriana Valeria Peñafiel Villafañe (Coquimbo, 17 de abril de 1950) es una profesora y política chilena, exalcaldesa de La Serena. Profesora de Estado, con estudios de posgrado en Ciencias de la Educación y Diplomado en Educación Integral. Se desempeñó como directora del Servicio Nacional de Turismo (Sernatur) para la Región de Coquimbo.

## Estudios
Realizó sus estudios de enseñanza básica y media en el Colegio Inglés Católico de La Serena. Posteriormente estudió Pedagogía en Historia, Geografía y Educación Cívica en la Universidad de Chile. En 2003 obtuvo una Licenciatura en Ciencias de la Educación en la Universidad de La Serena.

## Carrera política
El 15 de enero de 1979 asumió como secretaria municipal en la alcaldía de La Serena. Tras la renuncia de Lowry Bullemore el 5 de octubre de 1989, asumió como alcaldesa de dicha comuna hasta la celebración de las primeras elecciones municipales tras el retorno a la democracia, en donde fue candidata y resultó elegida como alcaldesa durante los 2 últimos años de ese período edilicio.
En 2009 renunció a Renovación Nacional (RN) y se inscribió en ChilePrimero, el cual la presentó como candidata a diputada por el Distrito 8 (Coquimbo, Ovalle y Río Hurtado) en las elecciones parlamentarias de ese año. No resultó elegida, y al año siguiente fue nombrada directora regional del Servicio Nacional de Turismo para la Región de Coquimbo.
Fue electa para ser parte del Consejo Regional de Coquimbo en 2017, alcanzando la primera mayoría en la Provincia de Elqui.  Salió del cargo el 11 de marzo de 2022, cuando asumió el nuevo Consejo Regional. 
Además, en 2020, compitió en las primarias de gobernadores regionales para determinar al candidato de Chile Vamos en la Región de Coquimbo de cara a las elecciones del año siguiente. Peñafiel quedó en segundo lugar, resultando ganador Marco Sulantay, candidato de la Unión Demócrata Independiente (UDI). 

## Historial electoral

### Elecciones municipales de 1992
- Elecciones municipales de 1992, para la alcaldía y concejo municipal de La Serena[7]

(Se consideran sólo candidatos con sobre el 0,8% de los votos)
| Candidato                  | Pacto                          | Partido | Votos  | %     | Resultado                        |
| -------------------------- | ------------------------------ | ------- | ------ | ----- | -------------------------------- |
| Adriana Peñafiel Villafañe | Participación y Progreso       | RN      | 19 727 | 33,57 | Alcaldesa 2 años segundo período |
| Raúl Saldívar Auger        | Concertación por la Democracia | PS      | 8139   | 13,85 | Alcalde 2 años primer período    |
| Raúl Salamanca Jorquera    | Concertación por la Democracia | PDC     | 7748   | 13,19 | Concejal                         |
| Óscar Rojas Tapia          | Concertación por la Democracia | PDC     | 5647   | 9,61  | Concejal                         |
| Margarita Riveros Moreno   | Concertación por la Democracia | PPD     | 4407   | 7,50  |                                  |
| José Luis Olivares Vargas  | Partido Comunista              | PC      | 2038   | 3,47  |                                  |
| Pablo Pizarro Adaros       | Concertación por la Democracia | PR      | 1593   | 2,71  |                                  |
| Anuar Soler Anais          | Participación y Progreso       | UDI     | 1492   | 2,54  |                                  |
| Jorge Martínez Castillo    | Unión de Centro Centro         | UCC     | 1206   | 2,05  |                                  |
| Mary Yorka Ortiz Reyes     | Participación y Progreso       | RN      | 1034   | 1,76  | Concejal                         |
| Leonel Herrera Marín       | Partido Comunista              | PC      | 999    | 1,70  |                                  |
| Luis Aguilera Gonzalez     | Partido Comunista              | PC      | 818    | 1,39  |                                  |
| Luis Enrique Muñoz         | Partido Comunista              | PC      | 589    | 1,00  |                                  |
| Carmen Correa Peña y Lillo | Unión de Centro Centro         | UCC     | 510    | 0,87  |                                  |
| Álvaro Figari Gálvez       | Participación y Progreso       | RN      | 493    | 0,84  | Concejal                         |

### Elecciones municipales de 1996
- Elecciones municipales de 1996, para la alcaldía y concejo municipal de La Serena[8]

(Se consideran sólo los candidatos electos)
| Candidato                  | Pacto                          | Partido | Votos  | %     | Resultado |
| -------------------------- | ------------------------------ | ------- | ------ | ----- | --------- |
| Adriana Peñafiel Villafañe | Unión por Chile                | RN      | 22 771 | 42,59 | Alcaldesa |
| Óscar Rojas Tapa           | Concertación por la Democracia | DC      | 5429   | 10,15 | Concejal  |
| Margarita Riveros Moreno   | Concertación por la Democracia | PPD     | 4403   | 8,23  | Concejal  |
| Mary Yorka Ortiz Reyes     | Unión por Chile                | RN      | 2590   | 4,84  | Concejal  |
| Yuri Olivares Olivares     | Concertación por la Democracia | DC      | 2271   | 4,25  | Concejal  |
| Quimena Mercado Cuevas     | Unión por Chile                | UDI     | 1039   | 1,94  | Concejal  |
| Carmen Eskuche Goldberg    | Unión por Chile                | RN      | 597    | 1,12  | Concejal  |
| Gustavo Videla Jorquera    | Unión por Chile                | RN      | 193    | 0,36  | Concejal  |

### Elecciones municipales de 2000
- Elecciones municipales de 2000, para la alcaldía y concejo municipal de La Serena[9]

(Se consideran sólo candidatos con sobre el 1% de los votos)
| Candidato                  | Pacto                                      | Partido | Votos  | %     | Resultado |
| -------------------------- | ------------------------------------------ | ------- | ------ | ----- | --------- |
| Adriana Peñafiel Villafañe | Alianza por Chile                          | RN      | 17 173 | 27,21 | Alcaldesa |
| Raúl Saldívar Auger        | Concertación de Partidos por la Democracia | PS      | 15 031 | 23,82 | Concejal  |
| Margarita Riveros Moreno   | Concertación de Partidos por la Democracia | PPD     | 12 407 | 19,66 | Concejal  |
| Yuri Olivares Olivares     | Concertación de Partidos por la Democracia | PDC     | 4099   | 6,49  | Concejal  |
| Raúl Melendes Cathalifaud  | Centro Centro                              | ILD     | 3680   | 5,83  |           |
| Roberto Jacob Jure         | Concertación de Partidos por la Democracia | PRSD    | 2403   | 3,81  |           |
| Mary Yorka Ortiz Reyes     | Alianza por Chile                          | RN      | 1937   | 3,07  | Concejal  |
| Luis Aguilera González     | La Izquierda                               | PC      | 1235   | 1,96  |           |
| Amador Muñoz Silva         | Concertación de Partidos por la Democracia | PS      | 1099   | 1,74  | Concejal  |
| Sonia Thenoux Astudillo    | Concertación de Partidos por la Democracia | PDC     | 845    | 1,34  | Concejal  |
| María Sepúlveda Rollan     | Alianza por Chile                          | UDI     | 708    | 1,12  |           |
| Cristian Zoffoli Guerra    | Alianza por Chile                          | RN      | 647    | 1,03  | Concejal  |

### Elecciones parlamentarias de 2009
- Diputados para el Distrito 8 (Coquimbo, Ovalle y Río Hurtado)[10]

| Candidato                                | Pacto                                            | Partido | Votos  | %     | Resultado |
| ---------------------------------------- | ------------------------------------------------ | ------- | ------ | ----- | --------- |
| Matías Walker Prieto                     | Concertación y Juntos podemos por más Democracia | DC      | 28.948 | 27,21 | Diputado  |
| Pedro Velásquez Seguel                   | Independiente (Fuera de pacto)                   | IND     | 25.919 | 24,37 | Diputado  |
| Susana Verdugo Baraona                   | Coalición por el Cambio                          | UDI     | 18.936 | 17,80 |           |
| Daniel Manouchehri Moghadam Kashan Lobos | Concertación y Juntos podemos por más Democracia | PS      | 14.753 | 13,87 |           |
| Miguel Alvarado Ramírez                  | Nueva Mayoría para Chile                         | ILC     | 6.794  | 6,39  |           |
| Adriana Peñafiel Villafañe               | Coalición por el Cambio                          | CH1     | 4.915  | 4,62  |           |
| Ana Victoria Durruty Corral              | Chile Limpio. Vote Feliz                         | ILD     | 2.731  | 2,57  |           |
| Felipe Álamo Barrios                     | Chile limpio Vote Feliz                          | ILD     | 2.471  | 2,32  |           |
| Tirso González Alquinta                  | Nueva Mayoría para Chile                         | ILC     | 905    | 0,85  |           |